# Nekrolog 1934
Nekrolog
◄◄
| ◄
| 1930
| 1931
| 1932
| 1933
| 1934 | 1935 | 1936 | 1937 | 1938 | ► | ►►
1. Quartal |
2. Quartal |
3. Quartal |
4. Quartal 
Weitere Ereignisse | Allgemeiner Nekrolog 1934
Die Beschreibung der verstorbenen Person sollte so kurz wie möglich gehalten sein und nur deren signifikante Tätigkeit(en) enthalten.
Neue Namen ggf. auch unter dem Geburts- und Sterbedatum, also etwa unter 1. Januar und im Geburts- und Sterbejahr (2024) eintragen (nur bei entsprechender großer Wichtigkeit). Für Beispiele siehe die schon vorhandenen Artikel.
Außerdem über die fünf zuletzt Verstorbenen, zu denen es einen ausreichend guten Artikel für eine Präsentation auf der Hauptseite gibt, nach der todesbedingten Überarbeitung der Artikel ggf. auch unter Wikipedia Diskussion:Hauptseite informieren und sie am besten auch in den anderen Wikipedia-Sprachversionen eintragen. Tipp: Regelmäßig bei news.google.de nach „ist tot“, „gestorben“ oder „verstorben“ suchen.
Wenn eine Person gestorben ist, gibt es viele Seiten zu dieser Person in der Wikipedia, die davon auch betroffen sind und entsprechend aktualisiert werden müssen. Beispiele: Namenübersichtsseite, Geburtsjahr, Geburtsort-Seiten und viele mehr.
Wie finde ich die betroffenen Seiten?
Im Suchfeld auf der linken Seite gibt man den Suchbegriff so ein: „Vorname Nachname“. Dann klickt man auf Volltext und alle Seiten mit entsprechendem Suchtext werden aufgerufen. Hier sieht man dann schnell, wo auch das Todesjahr Sinn macht oder sogar ein Teil des Artikels angepasst werden muss. Auch hilft das „Werkzeug“ auf der linken Seite sehr gut, um solche Seiten aufzufinden: „Links auf diese Seite“. Somit ist die Wikipedia wieder aktuell in allen Bereichen! Hinweis: bei Eintragung der Kategorie „Gestorben JAHR“ wird der Missbrauchsfilter 49 ausgelöst, was jedoch nicht schlimm ist. Siehe: Spezial:Missbrauchsfilter/49
Dies ist eine Liste von im Jahr 1934 verstorbenen bekannten Persönlichkeiten. Die Einträge erfolgen innerhalb der einzelnen Daten alphabetisch sortiert. Tiere sind im Nekrolog für Tiere zu finden.
Die Liste ist nach Quartalen aufgeteilt:
- Nekrolog 1. Quartal 1934: Januar, Februar und März
- Nekrolog 2. Quartal 1934: April, Mai und Juni
- Nekrolog 3. Quartal 1934: Juli, August und September
- Nekrolog 4. Quartal 1934: Oktober, November und Dezember

## Datum unbekannt
| Name                           | Beruf, bekannt als                                                                                | Alter |
| ------------------------------ | ------------------------------------------------------------------------------------------------- | ----- |
| Sabit Damulla Abdulbaki        | uigurisch-chinesischer Premierminister der Ersten Ost-Turkestanischen Republik                    |       |
| Ahmad al-Alawi                 | Mystiker, Gründer des Sufiordens Alawiyya-Darqawiyya-Schadhiliyya                                 |       |
| Werner Alberti                 | deutscher Opernsänger (Tenor) und Gesangspädagoge sowie Filmschauspieler                          |       |
| Abdulla Avloniy                | usbekischer Schriftsteller                                                                        |       |
| Edwin Binney                   | US-amerikanischer Erfinder                                                                        |       |
| Saul Brant                     | US-amerikanischer Geiger, Chorleiter und Musikpädagoge                                            |       |
| Ada Broughton                  | britische Aktivistin und Politikerin                                                              |       |
| Adolph Brougier                | deutscher Kaufmann und Lebensmittelunternehmer sowie königlich-bayerischer Geheimer Kommerzienrat |       |
| Raffaele Calace                | italienischer Mandolinenspieler und Komponist                                                     |       |
| Jules Cardot                   | französischer Bryologe und Botaniker                                                              |       |
| Jack Carey                     | US-amerikanischer Posaunist und Bandleader des frühen New Orleans Jazz                            |       |
| Chato                          | Anführer der Chiricahua-Apachen                                                                   |       |
| Louis Frédéric Clément-Simon   | französischer Diplomat                                                                            |       |
| Manuel Pio Correia             | portugiesischer Botaniker                                                                         |       |
| Percy Robert Craft             | englischer Maler des Spätimpressionismus                                                          |       |
| Gabriel Cromer                 | französischer Fotograf und Sammler                                                                |       |
| Léon Léopold d’Ursel           | belgischer Botschafter                                                                            |       |
| Emil Daniels                   | deutscher Historiker                                                                              |       |
| Bernard Day                    | britischer Automobilmechaniker und Expeditionsteilnehmer                                          |       |
| Johannes von Diergardt         | rheinischer Adeliger, Sammler frühmittelalterlicher Kunst                                         |       |
| Georges Dreyer                 | dänischer Arzt und Wissenschaftler                                                                |       |
| Ludwig Dürr                    | deutscher Reichsgerichtsrat                                                                       |       |
| Hermann Eickhoff               | deutscher Lehrer und Lokalhistoriker                                                              |       |
| Wilhelm Eisenblätter           | deutscher Bühnen- und Landschaftsmaler                                                            |       |
| Miquel d’Esplugues             | Ordensname von dem katalanischen Schriftsteller und Kapuziner Pere Campreciós i Bosch             |       |
| Hermann Eßwein                 | deutscher Autor und Übersetzer                                                                    |       |
| Jaakuaraq Eugenius             | grönländischer Erzähler                                                                           |       |
| Fahda bint al-Asi bin Schuraim | achte Frau des späteren saudischen Königs Saud ibn Abd al-Aziz                                    |       |
| Louis Galliac                  | französischer Genremaler sowie Maler des Orientalismus                                            |       |
| Katharine Gibbs                | Gründerin und jahrelang die Direktorin der Gibbs-Schulen, höherer Fachschulen                     |       |
| Walter Gräff                   | deutscher Kunsthistoriker                                                                         |       |
| Paul Guillaume                 | französischer Kunsthändler, Galerist, Sammler                                                     |       |
| Adam Gunn                      | US-amerikanischer Leichtathlet schottischer Herkunft                                              |       |
| Oskar Herrfurth                | deutscher Maler und Illustrator                                                                   |       |
| Édouard Hesling                | französischer Kolonialbeamter                                                                     |       |
| Frank H. Hyland                | US-amerikanischer Politiker                                                                       |       |
| Emmanuel Karasu                | türkischer Jurist und Politiker                                                                   |       |
| Nell Kimball                   | US-amerikanische Prostituierte und Autorin                                                        |       |
| Fritz Köster                   | deutscher Autor und Anarchosyndikalist                                                            |       |
| Anny von Kulesza               | deutsche Lehrerin und Politikerin (DVP), MdL                                                      |       |
| Henri Louis Levasseur          | französischer Bildhauer                                                                           |       |
| Liu Bannong                    | chinesischer Linguist und Dichter, Übersetzer und Literaturkritiker                               |       |
| Ma Wanfu                       | chinesischer Islamist                                                                             |       |
| Karl Maertin                   | westfälischer Dichter und Bildhauer                                                               |       |
| Hans-Adalbert von Maltzahn     | deutscher Kulturjournalist                                                                        | 40    |
| Frederick Maxson               | US-amerikanischer Komponist und Organist                                                          |       |
| Ahmet Muhtar Mollaoğlu         | türkischer Diplomat, Politiker, Außenminister                                                     |       |
| Max Möhring                    | deutscher Komponist und Musikpädagoge                                                             |       |
| Eduard Naef-Blumer             | Förderer des Alpinismus und Sachbuchautor                                                         |       |
| Kanaye Nagasawa                | japanisch-amerikanischer Winzer                                                                   |       |
| André-Félix Narjoux            | französischer Architekt                                                                           |       |
| Robert Neuhaus                 | deutscher Architekt                                                                               |       |
| Alois Nitze                    | deutscher Landschafts- und Vedutenmaler                                                           |       |
| Manuel Orazi                   | italienischer Grafiker des Jugendstils                                                            |       |
| Alfred Peiser                  | deutscher Arzt                                                                                    |       |
| Julius Peter                   | deutscher Bankier                                                                                 |       |
| Fernand Philippart             | belgischer Industrieller und Bürgermeister von Bordeaux                                           |       |
| Ludwig Paullig                 | deutscher Frauenarzt                                                                              |       |
| Semjon Pawlowitsch Podjatschew | russischer Schriftsteller                                                                         |       |
| Fritz Prölß                    | deutscher Porträtmaler und Genremaler                                                             |       |
| Marc-André Raffalovich         | französischer Autor und Dichter                                                                   |       |
| Paul Friedrich Reichel         | deutscher Chirurg                                                                                 |       |
| Franz Xaver Reichhart          | bayerischer beamteter Scharfrichter                                                               |       |
| August Roeseler                | deutscher Genremaler, Radierer, Illustrator und Karikaturist                                      |       |
| Josef Rolletschek              | österreichischer Maler, Vertreter der Weimarer Malerschule                                        |       |
| Édouard Rosset-Granger         | französischer Maler                                                                               |       |
| Étienne Martin Saint-Léon      | französischer Wirtschaftshistoriker und wissenschaftlicher Bibliothekar                           |       |
| Theodor Schube                 | deutscher Naturforscher, Botaniker und Hochschullehrer                                            |       |
| Alfons Schuchter               | österreichischer Bezirkshauptmann                                                                 |       |
| Hermann Adolf Schulze          | deutscher Bergbaumanager                                                                          |       |
| Henry Davis Sleeper            | US-amerikanischer Kunstsammler, Designer und Innenarchitekt                                       |       |
| Adalbert Sosinski              | deutscher Verbandsvorsitzender und Politiker, MdR                                                 |       |
| August Staas                   | preußischer Bürgermeister                                                                         |       |
| César Stiattesi                | argentinischer Komponist, Dirigent und Musikpädagoge                                              |       |
| Heinrich Thannhauser           | deutscher Galerist und Kunstsammler                                                               |       |
| Norman Triplett                | US-amerikanischer Psychologe                                                                      |       |
| Alice Verlet                   | belgische Sängerin und Gesangspädagogin                                                           |       |
| Yusuf Wahba                    | ägyptischer Ministerpräsident und Richter                                                         |       |
| Albert Wenk                    | deutscher Maler und Marinemaler                                                                   |       |
| Friedrich Wiegershaus          | deutscher Politiker                                                                               |       |
| John Joseph Woods              | neuseeländischer Lehrer und Komponist der Nationalhymne Neuseeland "God Defend New Zealand"       |       |
| Moische Zilberfarb             | jüdisch-ukrainischer Politiker und Intellektueller                                                |       |